# Edina Begić
Edina Begić (ur. 9 października 1992 w Tuzli) – bośniacka siatkarka, reprezentantka kraju, grająca na pozycji przyjmującej. 
Jej chłopakiem jest belgijski siatkarz Pieter Verhees.

## Sukcesy klubowe
Puchar Challenge:
- 2019[6]

Puchar CEV:
- 2021

Liga włoska:
- 2023[7]